# Rocket Ball

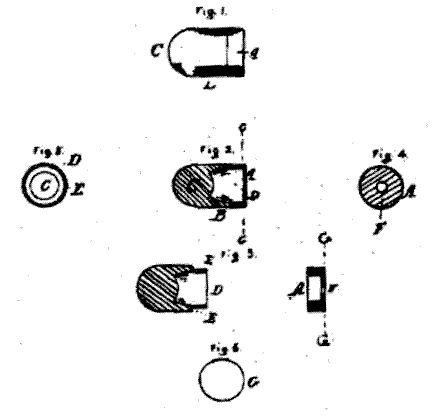
Зображення з патенту США 5,701, на металевий набій Волтера Ганта Rocket Ball

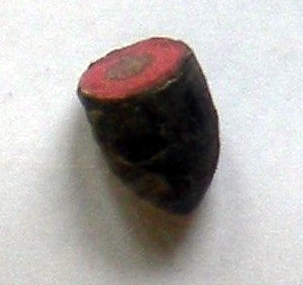
Перший набій Volcanic .41 калібру

Rocket Ball був однією з перших форм металевих набоїв для вогнепальної зброї, які об'єднували кулю та заряд пороху в металевій оболонці.

## Конструкція
Rocket Ball було запатентовано у 1848 році Волтером Гантом. Конструкція мала вигляд свинцевої кулі з великою порожниною у тиловій частині, яка тягнулася майже по всій довжині набою. Як і у кулі Міньє, порожнина була потрібна для того, щоб запечатати кулю в стволі, але у Rocket Ball порожнина мала й інше призначення. Гант додав у порожнину порох і запечатав його ковпачком з невеликим отвором для запалювання. Таким чином Rocket Ball замінила перші паперові набої більш надійною конструкцією яку можна було використовувати у магазинах або обоймах. Ковпачок вилітав зі ствола під час пострілу. Набій Rocket Ball використовували у магазинному живленні важільної зброї, що дозволило створити першу казнозарядну напівавтоматичну зброю.

## Використання
Хоча поява Rocket Ball дозволила створити напівавтоматичну зброю, набій не був ідеальним рішенням. Через невеликий об'єм у тиловій частині кулі об'єм заряду був невеликим, що суттєво впливало на потенціальну швидкість та  відстань польоту кулі. При дуловій швидкості приблизно у 56 футо-фунтів (76 Дж), набій Rocket Ball був менш потужним, ніж навіть найслабший із сучасних "кишенькових" набоїв, наприклад .25 ACP.
Попри ці обмеження, набій Rocket Ball використовували у ряді спроб створити успішні комерційні зразки зброї, кульмінацією стала робота з набоєм компанії Volcanic Repeating Arms. Набій від Volcanic отримав капсуль у ковпачку, що зробило Rocket Ball свого роду першим безгільзовим набоєм.

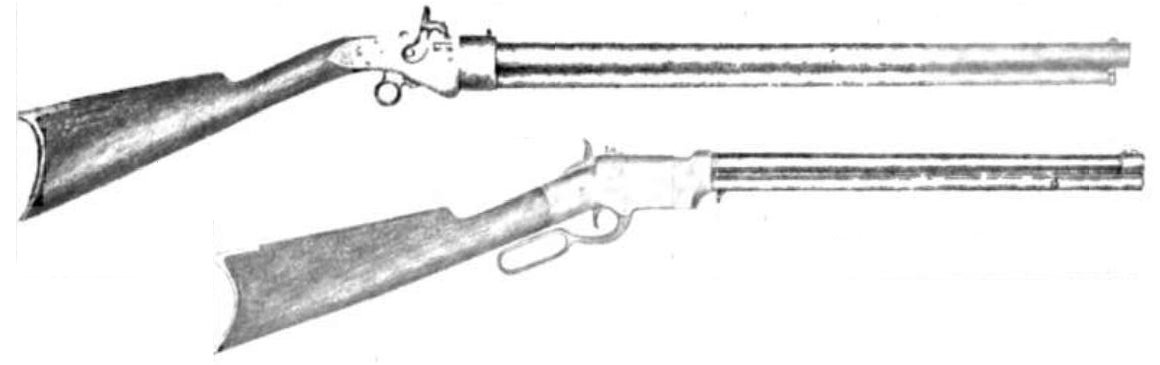
Гвинтівка Дженнінгс, згори, видно ударник та патрубок, які були потрібні для зовнішнього капсуля Rocket Ball. Пізня гвинтівка Volcanic, знизу, використовувала унітарний набій Volcanic